# زمین‌لرزه المپیا
زمین‌لرزه المپیا ممکن است به یکی از موارد زیر اشاره داشته باشد:
- زمین‌لرزه ۱۹۴۹ المپیا
- زمین‌لرزه ۱۹۶۵ المپیا